# Princess Bride (film)
Pour le roman original, voir Princess Bride.
Pour plus de détails, voir Fiche technique et Distribution.
Princess Bride ou La Princesse Bouton d'or au Québec (The Princess Bride) est un film américain réalisé par Rob Reiner et sorti en 1987. Cette comédie mêlant fantastique et romantique est adaptée du roman du même nom de William Goldman paru en 1973.

## Synopsis
La narration est encadrée par une scène présentant un jeune garçon malade au lit, qui accepte en rechignant que son grand-père lui lise une « histoire de princesse et de vengeance ». Le film suit le fil de l'histoire, interrompue par les commentaires du petit-fils, de plus en plus attentif, et du grand-père.
Une belle jeune femme du nom de Bouton d'or vit dans une ferme dans le pays fictif de Florin. À chaque ordre qu'elle donne à son valet de ferme, le palefrenier Westley, la seule réponse de celui-ci est : « comme vous voudrez », et il s'exécute avec empressement. Bouton d'or finit par réaliser que ce « comme vous voudrez » signifie qu'il l'aime. Ils se jurent fidélité à jamais. Westley part alors chercher fortune afin qu'ils puissent se marier. Mais le bruit court que le navire de Westley a été attaqué par le terrible pirate Roberts, connu pour ne jamais laisser de survivants. Cinq ans plus tard, croyant Westley mort, Bouton d'or se fiance à contrecœur avec le prince Humperdinck, héritier du trône de Florin.
Juste avant leur mariage, Bouton d'or est enlevée par un tragi-comique trio de hors-la-loi : le chef, un cruel Sicilien, irascible génie auto-proclamé, appelé Vizzini, un capitaine espagnol, époustouflant maître d'escrime, nommé Inigo Montoya, toujours à la recherche de l'homme à six doigts meurtrier de son propre père qui l'a balafré, et un formidable gigantesque lutteur danois nommé Fezzik, poète et d'un tempérament très doux.
Après l'enlèvement, le trio de bandits et Bouton d'or sont traqués sur mer et sur terre, à travers le pays voisin nommé Guilder, par un homme en noir masqué : il semble déterminé à éliminer les hors-la-loi pour libérer Bouton d'or. Le prince Humperdinck les suit aussi, accompagné d'une troupe de soldats. Il apparaît que c'est lui qui a payé Vizzini pour qu'il capture Bouton d'or et en fasse accuser Guilder, pays auquel il veut déclarer la guerre.

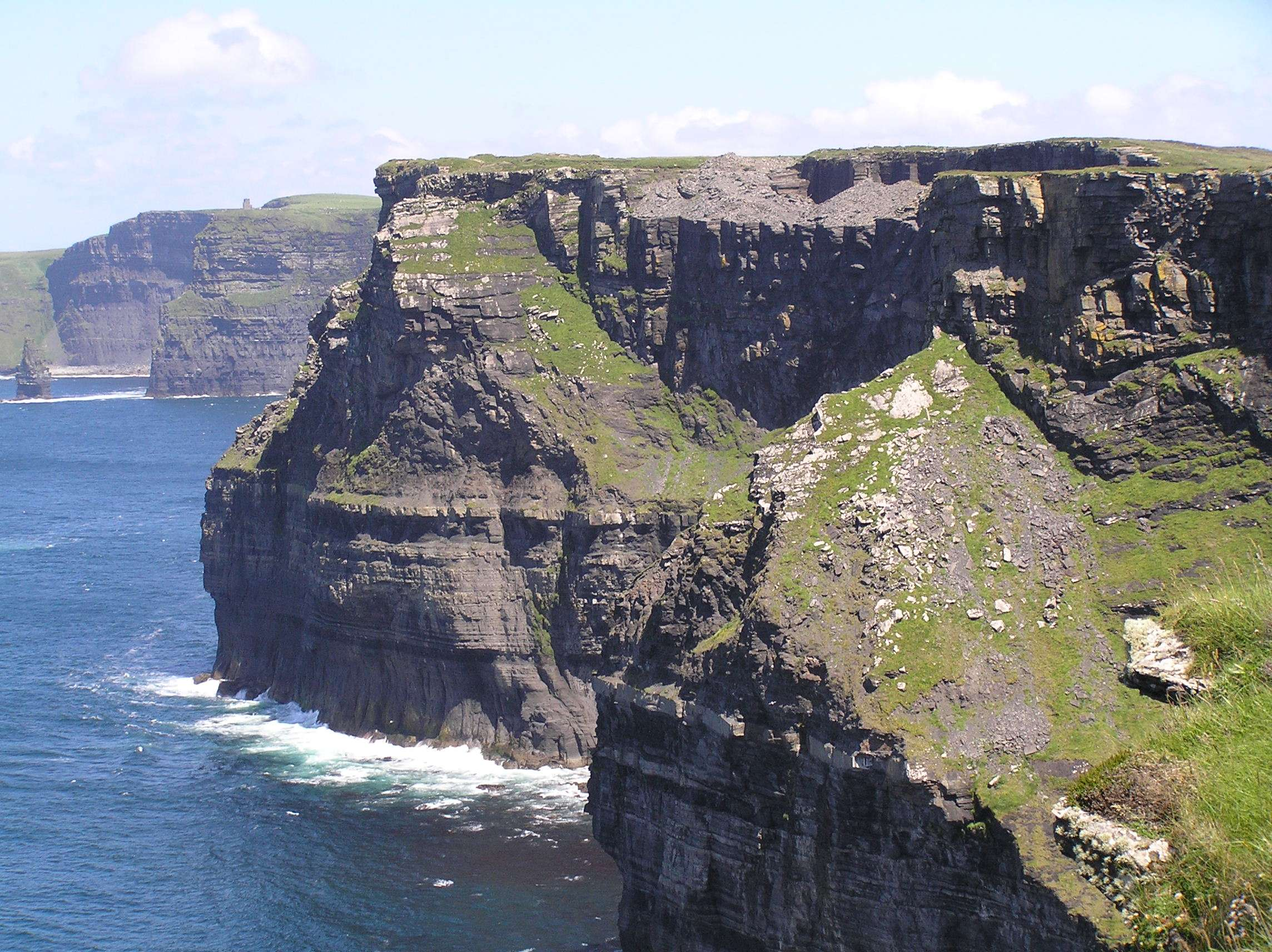
Les Falaises de la folie sont en fait les falaises de Moher en Irlande.

L'Homme en noir rattrape les bandits en haut des Falaises de la folie : contraint par Inigo, qui est homme d'honneur, de combattre en duel à l'épée, il l'épargne en l'assommant. Puis il affronte Fezzik, qu'il étrangle jusqu'à ce qu'il s'évanouisse sans toutefois le tuer, et empoisonne par ruse le dangereux Vizzini à l'issue d'une joute verbale, libérant ainsi Bouton d'or.
Lorsqu'il révèle à Bouton d'or qu'il est le pirate Roberts, elle s'emporte violemment contre lui, l'accusant d'avoir tué Westley, et le pousse du haut de la colline. Au moment où il crie dans sa chute « comme vous voudrez ! », elle réalise qu'il s'agit de Westley, et se jette à son tour dans le ravin. Ils fuient alors tous deux à travers les dangereux Marais de feu, où Westley explique qu'il est parvenu à ce que le pirate Roberts l'épargne et lui confie son secret : le nom de « pirate Roberts » n'est qu'un titre qui se transmet et Westley en a hérité après deux ans sur le navire. À l'orée du marais, ils sont capturés par Humperdinck et son âme damnée le comte Rugen, lequel arbore six doigts à la main droite. Bouton d'or accepte alors de retourner auprès de Humperdinck en échange de la remise en liberté de Westley/Roberts sur son bateau pirate, mais Humperdinck jaloux fait secrètement emprisonner Westley, dont il veut la mort, dans le Puits du désespoir, gardé par l'Albinos.
Comme Bouton d'or consent tristement à épouser Humperdinck, il promet en échange de faire rechercher Westley, mais son véritable plan consiste à déclarer la guerre au pays voisin de Guilder, en assassinant Bouton d'or la nuit de ses noces, et en les accusant de sa mort.
Quand elle comprend que Humperdinck n'a jamais tenté de retrouver Westley, elle le défie, persuadée que son amoureux viendra la sauver. Exaspéré, Humperdinck torture Westley jusqu'à la mort, au fond du Puits du Désespoir. Pendant ce temps, comme Humperdinck fait « nettoyer » la forêt des brigands par ses brutes du Roi, Fezzik y rencontre Inigo et lui parle des six doigts de Rugen. Inigo décide qu'ils ont besoin de l'aide de Westley pour entrer dans le château. Entendant alors des hurlements de souffrance, ils comprennent qu'il s'agit de Westley, qu'ils retrouvent entre la vie et la mort. Ils l'amènent à un vieux magicien nommé Miracle Max, qui explique que Westley est simplement « un peu mort » et, par vengeance personnelle envers Humperdinck, le ramène à la vie grâce à une pilule spéciale enrobée de chocolat.
Quand Westley (encore semi-paralysé), Inigo et Fezzik entrent de force dans le château, Humperdinck ordonne que le mariage avec Bouton d'or ait lieu, écourtant d'autorité la cérémonie pour la conclure. Mais Inigo trouve le comte Rugen et le provoque en duel, répétant sans cesse : « Buenos dias, je m'appelle Inigo Montoya, tu as tué mon père, prépare-toi à mourir. » Blessé grièvement par Rugen, c'est grâce à la répétition quasi-invocatoire de cette phrase qu'il trouvera la force de tuer le comte félon et meurtrier.
Pendant ce temps, Westley, toujours impotent et transporté par Fezzik, trouve Bouton d'or prête à se suicider. Après lui avoir gentiment reproché de manquer de constance en se fiançant puis se mariant sans jamais trop attendre son retour, il la convainc que son mariage n'est pas valide puisqu'elle n'a pas prononcé la formule « oui, je le veux ». Bien que partiellement paralysé, il parvient en bluffant à terroriser Humperdinck, lequel se sauve en évitant lâchement un duel. Puis Westley part avec Bouton d'or, Inigo et Fezzik, qui a miraculeusement trouvé pour leur fuite quatre chevaux blancs. Westley abandonne sa carrière de pirate pour confier le nom de Roberts à Inigo, et alors que le soleil se lève, embrasse passionnément Bouton d'or. Fin de l'histoire.
Retour dans la chambre du petit-fils, où celui-ci demande à son grand-père de lui lire de nouveau cette histoire le lendemain, ce à quoi le grand-père répond : « Comme tu voudras. »

## Fiche technique
- Titre original : The Princess Bride
- Titre français : Princess Bride
- Titre québécois : La Princesse Bouton d'or[2]
- Réalisation : Rob Reiner
- Scénario : William Goldman, d'après son propre roman Princess Bride
- Musique : Willy DeVille, Mark Knopfler et Albert Von Tilzer (en)
- Décors : Norman Garwood
- Costumes : Phyllis Dalton
- Photographie : Adrian Biddle
- Montage : Robert Leighton
- Production : Rob Reiner, Andrew Scheinman et Norman Lear
- Société de production : Act III Communications, Buttercup Films Ltd. et The Princess Bride Ltd.
- Société de distribution : 20th Century Fox (États-Unis), Artédis (France)
- Budget : 15 000 000 $[3]
- Pays de production :  États-Unis
- Langue : anglais
- Format : couleurs - 35 mm - 1,85:1 - son Dolby
- Genre : aventure, fantasy
- Durée : 98 minutes
- Dates de sortie :
  - Canada : 18 septembre 1987 (festival de Toronto)
  - États-Unis : 25 septembre 1987
  - France : 9 mars 1988

## Distribution
- Peter Falk (VF : Marc de Georgi) : le grand-père, lecteur et narrateur de l'histoire
- Fred Savage (VF : Emmanuel Garijo) : le petit-fils du narrateur
- Betsy Brantley (VF : Tania Torrens) : la belle-fille du narrateur

Dans le conte lu par le grand-père
- Cary Elwes (VF : Bertrand Liebert) : Westley
- Robin Wright (VF : Véronique Alycia) : Bouton d'or (Buttercup en VO)
- Mandy Patinkin (VF : François Leccia) : Inigo Montoya
- Chris Sarandon (VF : Michel Papineschi) : Humperdinck
- Christopher Guest (VF : Hervé Bellon) : Rugen
- Wallace Shawn (VF : Jean-Claude Montalban) : Vizzini
- André The Giant (VF : Daniel Sarky) : Fezzik
- Peter Cook : l'ecclésiastique
- Mel Smith : l'albinos
- Carol Kane (VF : Perette Pradier) : Valerie la sorcière
- Billy Crystal (VF : Jacques Ferrière) : Max le Miracle
- Anne Dyson : la reine Bella
- Margery Mason (en) (VF : Lita Recio) : la vieille dame du rêve
- Malcolm Storry : Yellin
- Willoughby Gray : le roi Lotharon

## Production
Dès 1973, année de la sortie du roman de William Goldman, 20th Century Fox s'assure ses droits d'adaptation pour la somme de 500 000 $. Richard Lester est engagé pour réaliser le film et la production de celui-ci est sur le point de démarrer lorsque le directeur de la production de la Fox est renvoyé. Le projet est alors mis de côté et Goldman rachète par la suite lui-même les droits d'adaptation. Plus tard, Rob Reiner se prend de passion pour le roman et réussit à sécuriser les droits d'adaptation grâce au soutien financier de Norman Lear.
Arnold Schwarzenegger était à l'origine pressenti pour jouer le rôle de Fezzik mais était pris par le tournage du film Running Man. Liam Neeson a passé le casting, mais n'était pas assez grand pour le rôle. Finalement, c'est le lutteur français André The Giant qui obtient le rôle.
Le tournage débute le 18 août 1986 et se poursuit jusqu’en décembre dans les îles Britanniques — à Bakewell (Derbyshire), Burnham Beeches (en), Castleton, les falaises de Moher, Sheffield et les studios de Shepperton.

### Bande originale
La musique du film a été composée par Mark Knopfler, à l'exception du générique de fin composé et interprété par Willy DeVille.
1. Once upon a Time… Storybook Love – 4:00
2. I Will Never Love Again – 3:04
3. Florin Dance – 1:32
4. Morning Ride – 1:36
5. The Friends' Song – 3:02
6. The Cliffs of Insanity – 3:18
7. The Swordfight – 2:43
8. Guide My Sword – 5:11
9. The Fire Swamp and the Rodents of Unusual Size – 4:47
10. Revenge – 3:51
11. A Happy Ending – 1:52
12. Storybook Love (composée et interprétée par Willy DeVille) – 4:24

## Accueil
Le film a rapporté 30 857 814 $ au box-office américain, ce qui est un succès commercial modeste au box-office. Il a réalisé 562 246 entrées en France.
Il a reçu un accueil critique très positif, recueillant 96 % de critiques favorables, avec un score moyen de 8,2⁄10 et sur la base de 45 critiques collectées, sur le site Rotten Tomatoes. Sur le site Metacritic, il obtient un score de 77⁄100, sur la base de 20 critiques collectées. Le Figaroscope estime que « Rob Reiner renoue en effet, ici, avec la grande tradition du cinéma de cape et d'épée. De l'amour, de l'action, de la fantaisie et beaucoup d'humour », alors que pour Les Inrockuptibles il s'agit d'« une petite merveille d'ironie et de malice ».

## Distinctions
Sauf mention contraire, cette liste provient d'informations de l'Internet Movie Database.

### Récompenses
- Festival international du film de Toronto 1987 : Prix du public
- Saturn Awards 1988 : meilleur film fantastique et meilleurs costumes (Phyllis Dalton)
- Prix Hugo 1988 : meilleur film
- Young Artist Awards 1988 : meilleur jeune acteur (Fred Savage)
- Festival d'Avoriaz 1988 : Antenne d'or

### Postérité
En 2002, l'American Film Institute le classe à la 88e place dans sa liste des 100 meilleurs films romantiques américains. En 2008, le magazine Empire le classe à la 122e place dans sa liste des 500 meilleurs films de tous les temps. Il figure dans le Top 250 du classement des films de l'Internet Movie Database, basé sur les votes du public, avec une note moyenne de 8,1⁄10.
Le film fait partie de la liste du BFI des 50 films à voir avant d'avoir 14 ans établie en 2005 par le British Film Institute.

### Nominations
- Oscars 1988 : Oscar de la meilleure chanson originale (Willy DeVille pour Storybook Love)
- Saturn Awards 1988 : meilleure actrice (Robin Wright) et meilleur scénario
- Grammy Awards 1988 : meilleure bande originale de film (Mark Knopfler)

## Sorties vidéo
Le film est sorti en VHS et LaserDisc en 1988. La première sortie DVD date de 2000, et une édition spéciale anniversaire des 20 ans du film en 2007[réf. souhaitée].